# Páll Jónsson
Páll Jónsson (1155 – 29 de noviembre de 1211) fue el séptimo obispo de Skálholt, Islandia, entre 1195 y 1211. Nacido en Oddi, era hijo de Jón Loftsson y de Ragnheiður Þórhalladóttir (n. 1135), hija de Þórhallur Þorláksson (n. 1080) de Hlíðarendi, Rangárvallasýsla.
Estudió en Inglaterra y antes de ser obispo, fue goði y bóndi en Skarð á Landi, Landsveit. Fue un gran mecenas y cobijó a grandes artistas en Skalhólt que aportaron hermosas obras de arte y tesoros a la sede episcopal e incluso envió también una a un príncipe extranjero; también hizo construir un sepulcro de piedra. Escribió también obras literarias, entre las que se encuentran cantos medievales que superó a muchos en su tiempo. Santificó festividades en honor de Torlak de Islandia y Jón Ögmundsson, aunque fue crítico con la propuesta y pruebas de milagros aportadas por Guðmundur Arason en el Althing de 1198 para la santificación de su predecesor.
Unos arqueólogos encontraron en 1954 un sarcófago de piedra que fue inmediatamente relacionado con el obispo, pues nunca antes se había encontrado un entierro de estas características en Islandia y era improbable que fuera otra persona. Al abrirlo el 30 de agosto, encontraron un esqueleto y un báculo.
El obispo aparece mencionado en la saga de Vápnfirðinga, la saga Sturlunga, y su propia saga, Páls saga byskups que relata su vida y obra.